# Elliot Knight
Elliot Knight (Birmingham, Midlands Occidentales, 10 de julio de 1990) es un actor inglés. Es conocido por interpretar a Aiden Walker en How to Get Away with Murder y a Merlín en Once Upon a Time.

## Biografía
Knight nació en Birmingham, Reino Unido. Hijo de Stuart y Lorna Knight, ambos profesores. Su padre trabaja en una escuela secundaria en Perry Barr, Birmingham.
Fue alumno en la Escuela King Edward VI Aston antes de estudiar en la Manchester Metropolitan School of Theatre, donde se graduó en 2011.

### Carrera
En junio de 2011, Sky 1 anunció que Knight obtuvo el papel principal en el drama Sinbad. Este fue su primer papel profesional incluso antes de graduarse de la escuela de arte dramático. La serie se estrenó en julio de 2012.
Knight fue contratado para aparecer en 400 Boys junto a Jodelle Ferland, María Valverde y Li Bingbing. En 2013, se unió al elenco del drama criminal de la BBC By Any Means.
En 2014, Knight obtuvo un papel como estrella invitada en How to Get Away with Murder. En 2015 fue elegido para dar vida a Merlín de forma recurrente en la quinta temporada de Once Upon a Time.
En 2019, Knight fue elegido para interpretar al sargento británico Kyle Garrick "Gaz" en el videojuego reboot Call of Duty: Modern Warfare, en 2022  y 2023, repite su papel en Call of Duty: Modern Warfare II y Call of Duty: Modern Warfare III respectivamente.

## Filmografía
| Cine       | Cine                        | Cine             | Cine                 |
| Año        | Película                    | Rol              | Notas                |
| ---------- | --------------------------- | ---------------- | -------------------- |
| 2014       | Take Down                   | Marsac           |                      |
| 2023       | Your Lucky Day              | Abraham          |                      |
| Televisión |                             |                  |                      |
| Año        | Título                      | Rol              | Notas                |
| 2012       | Sinbad                      | Sinbad           | Elenco principal     |
| 2013       | Law & Order: UK             | Neil Jenkins     | 1 episodio           |
| 2013       | By Any Means                | Charlie O' Brien | Elenco principal     |
| 2014       | How to Get Away with Murder | Aiden Walker     | 2 episodios          |
| 2015       | Once Upon A Time            | Merlín           | Personaje recurrente |
| 2016       | American Gothic             | Brady Ross       |                      |
| 2018       | Life Sentence               | Wes              | Elenco principal     |